# Исаев, Василий Павлович
Василий Павлович Исаев (4 апреля 1918, Москва — 29 сентября 1999, там же) — советский хозяйственный, государственный и политический деятель. Депутат Верховного Совета РСФСР 7-9 созывов (1967—1980).

## Биография
Родился в 1918 году в Москве. Член КПСС.
Участник Великой Отечественной войны в составе 27-го гвардейского стрелкового полка 11-й гвардейской стрелковой дивизии. 
С 1946 года — на хозяйственной, общественной и политической работе. В 1946—1984 годы — советский и партийный работник во Фрунзенском районе города Москвы, председатель Фрунзенского райисполкома, первый секретарь Фрунзенского райкома КПСС города Москвы, первый секретарь Ленинского райкома КПСС города Москвы, заместитель, первый заместитель председателя Московского горисполкома, заместитель Президента АН СССР по вопросам строительства.
Избирался депутатом Верховного Совета РСФСР VII, VIII, IX созывов
Делегат XXII, XXIII, XXIV и XXV съездов КПСС.
Умер в 1999 году в Москве.